# 森啓輔
森 啓輔（もり けいすけ、1978年 - ）は、日本のキュレーター。

## 経歴
1978年三重県生まれ。
早稲田大学人間科学部人間健康科学科卒業後、出版社に入社。
武蔵野美術大学芸術文化学科へ社会人編入をし、現代アートに触れながら近現代美術やアートマネジメントを理論、実践の両面から学んだ。
2009年武蔵野美術大学大学院造形研究科美術専攻芸術文化政策コース修了
ヴァンジ彫刻庭園美術館学芸員（2013-2019）を経て、千葉市美術館学芸員。
専門は日本近現代美術、美術批評。高松次郎、もの派を中心とした1960–70年代の美術動向の研究と並行して、絵画、彫刻に関する現代美術作家の展覧会を企画・担当。

## 企画

### ヴァンジ彫刻庭園美術館
- 「イケムラレイコ PIOON」（2014年）
- 「菅木志雄」（2014–2015年）
- 「クリスティアーネ・レーア 宙をつつむ」（2015年）
- 「生きとし生けるもの」（2016年）
- 「日高理恵子 空と樹と」（2017年）
- 「須田悦弘 ミテクレマチス」（2018年）

### 千葉市美術館
- 「宮島達男 クロニクル 1995–2020」（2020年）[4]
- 「生誕100年　清水九兵衞／六兵衞」（2022年）[5]
- 「三沢厚彦　ANIMALS／Multi-dimensions」（2023年）
- 「Nerhol 水平線を捲る」（2024年）[6]
- 「開館30周年記念　未来／追想　千葉市美術館と現代美術」（2025年）[7]

## 著書
『Jiro Takamatsu Critical Archive』（共著［vol.4］、ユミコチバアソシエイツ、2012年）。